# Polycricus cruzanus
Polycricus cruzanus är en mångfotingart som beskrevs av Chamberlin 1944. Polycricus cruzanus ingår i släktet Polycricus och familjen storjordkrypare. Inga underarter finns listade i Catalogue of Life.